# 21655 Niklauswirth
21655 Niklauswirth este un asteroid din centura principală de asteroizi.

## Descriere
21655 Niklauswirth este un asteroid din centura principală de asteroizi. A fost descoperit pe 8 august 1999 la Observatorul din Ondřejov de Lenka Šarounová. Asteroidul prezintă o orbită caracterizată de o semiaxă mare de 2,64 ua, o excentricitate de 0,18 și o înclinație de 13,4° în raport cu ecliptica.